# Modou Sougou
Pape Amodou Sougou, cunoscut ca Modou Sougou (n. 18 decembrie 1984, Fissel, Senegal) este un fotbalist aflat sub contract cu Sheffield Wednesday FC. Cea mai importantă parte a cariera sale a fost la CFR Cluj, având evoluții foarte bune în Liga Campionilor UEFA.

## Cariera
În iunie 2011 Modou Sougou s-a alăturat echipei CFR Cluj pentru suma modestă de doar 300.000 de euro, el ajungând în doar un an la 4.000.000 de euro, conform transfermarkt. Principalul motiv al venirii sale a fost antrenorul de la acel moment, Jorge Costa. În sezonul 2011-2012, el a marcat zece goluri și multe pase decisive, reușind să aducă echipei cel de-al treilea trofeu de campioană din istorie.
La data de 20 noiembrie 2012, Sougou a contribuit cu două pase decisive către Rui Pedro în victoria 3-1 contra echipei SC Braga.De asemena, a marcat două goluri în cele două victorii în deplasare cu FC Basel și Slovan Liberec și încă patru goluri în faza grupelor. Pe 24 ianuarie 2013, Sougou a semnat un contract pe trei ani cu Olympique de Marseille pentru 4,5 milioane de euro și un salariu anual de 600.000 de euro.

## Cariera internațională
Modou Sougou a debutat la echipa națională a Senegalului pe 21 august 2007, într-un egal 1-1 împotriva Ghanei. El a făcut parte din lotul naționalei pentru Cupa Africii pe Națiuni din anul 2008, jucând în două meciuri din faza grupelor.

## Palmares
CFR Cluj
- Liga I
  - Câștigătoare (1): 2011-2012

## Legături externe
- Modou Sougou pe footballzz.co.uk
- Profilul lui Modou Sougou pe ForaDeJogo
- Modou Sougou pe site-ul National-Football-Teams.com
- Modou Sougou pe site-ul FIFA (arhivat)